# 2726 Kotelnikov
2726 Kotelnikov eller 1979 SE9 är en asteroid i huvudbältet som upptäcktes den 22 september 1979 av den rysk-sovjetiske astronomen Nikolaj Tjernych vid Krims astrofysiska observatorium på Krim. Den har fått sitt namn efter den sovjetisk-ryske vetenskapsmannen Vladimir Kotelnikov (1908–2005).
Asteroiden har en diameter på ungefär tio kilometer och den tillhör asteroidgruppen Koronis.